# Warsaw Open 1995
Il Warsaw Open 1995 è stato un torneo di tennis che si è giocato sulla terra rossa. Il torneo faceva parte del circuito Tier III nell'ambito del WTA Tour 1995. Si è giocato al Legia Tennis Centre di Varsavia in Polonia, dall'11 al 17 settembre 1995.

## Campionesse

### Singolare
Barbara Paulus ha battuto in finale  Alexandra Fusai con il punteggio di 7–6, 4–6, 6–1

### Doppio
Sandra Cecchini /  Laura Garrone hanno battuto in finale  Henrieta Nagyová /  Denisa Szabová con il punteggio di 5–7, 6–2, 6–3